# Бернгем (станція)
51°31′26″ пн. ш. 0°38′46″ зх. д. / 51.524° пн. ш. 0.646° зх. д.
Бернгем (англ. Burnham) —  станція Great Western Main Line у Бернгемі, Англія. Розташована за 33,7 км від станції Паддінгтон. У 2017 році пасажирообіг станції становив 1.260 млн пасажирів
1 липня 1899 станцію відкрито як Бернгем-бічс, 1 вересня 1930 перейменовано на Бернгем (Бакс). 5 травня 1975 перейменовано на Бернгем. Станція була закрита 2 квітня 1917 — 3 березня 1919 року.
З кінця 2017 року є під орудою TfL Rail.

## Послуги
| Попередня станція  | Лінія | Лінія                                         | Лінія | Наступна станція |
| ------------------ | ----- | --------------------------------------------- | ----- | ---------------- |
| Таплоу             |       | Great Western Railway Great Western main line |       | Слау             |
| Таплоу до Аббі-вуд |       | Crossrail Elizabeth line                      |       | Слау до Редінга  |